# Гладилович Дем'ян Юрійович
Даміян-Ромуальд Юрійович Гладилович (13 листопада 1845, Лубно — 28 січня 1892, Львів) — український галицький педагог, один з провідних громадсько-політичних діячів свого часу. Голова Товариства імені Шевченка у Львові (1886—1887 та 1890—1892), співзасновник «Діла» і товариства «Дністер».

## Життєпис
Народився в родині священника УГКЦ о. Юрія Гладиловича, тестя Андрія Чайковського.
Був невисокого зросту, від Івана Франка нижчий на «2 цалі». Мав трьох братів: о. Юліяна, о. Інокентія, Філарета.
Працював професором в єдиній на той час у Галичині Львівській академічній гімназії з українською мовою викладання. Серед його учнів, зокрема, був майбутній священник, письменник о. Тимотей Бордуляк, який стверджував, що п. професор всіляко допомагав тим, у кому бачив якісь задатки. Мав гарний будинок на вул. Личаківській, також добру книгозбірню.
Під час похорону падав дощ, серед тих, хто проводжав п. Даміяна в останню путь, був о. Тимотей Бордуляк, який також присвятив йому свою книжку «Ближні».

### Сім'я
Дружина покинула професора Гладиловича, незважаючи на його прохання не робити цього. Через два роки вона, поси́віла, повернулась — однак Гладилович не прийняв її.